# Halmaheramys bokimekot
Chuột Boki Mekot (Danh pháp khoa học: Halmaheramys bokimekot) là một loài gặm nhấm thuộc họ Muridae tìm thấy trên hòn đảo Halmahera thuộc quần đảo Molucca, khám phá được công bố vào năm 2013. Đây là địa phương duy nhất mà loài này đã được tìm thấy. Chuột H. bokimekot đã được xác nhận là một loài mới thông qua phương pháp xác suất áp dụng cho dữ liệu hình thái học và phân tử. 

## Tổng quan
Được đặt tên theo nguồn gốc địa lý ở Bắc Moluccas, Halmaheramys là loài chuột duy nhất được biết đến ở Halmahera. Các tổ tiên của H. bokimekot được cho là đã đến từ thời kỳ thuộc địa hóa Halmahera từ phía tây, có thể là từ Sulawesi, những loài gặm nhấm Moluccan khác được tin tưởng hoặc nghi ngờ đến từ các hòn đảo về phía đông. Động vật gặm nhấm mới này làm nổi bật một lượng lớn đa dạng sinh học chưa biết trong vùng Wallacea này và tầm quan trọng của việc bảo tồn nó. Nó là một bổ sung có giá trị cho kiến thức về đa dạng sinh học.
Mặc dù khu vực tổ tiên ban đầu của Murinae không rõ ràng, có vẻ như Philippines đã đóng một vai trò quan trọng trong sự lây lan sớm của chúng. Con chuột có một khuôn mặt dài, lông xám nhạt màu nâu trên lưng và một bụng trắng xám với những sợi lông ráp và rải rác, và một đuôi ngắn hơn chiều dài đầu. Các đặc điểm khác khi đặt cạnh nhau xếp H. bokimekot ngoài các thành viên khác trong họ chuột Muridae bao gồm: một cơ thể cỡ trung bình, mõm vừa phải với đôi mắt màu nâu sẫm/màu xám, ba đôi núm vú (hai bẹn và một phụ trợ sau), và ít nhất nó đẻ ba con mỗi lứa. Nó được cho là ăn tạp và sống trên mặt đất. 